# Сенцовка
Сенцо́вка (рос. Сенцовка) — село у складі Октябрського району Оренбурзької області, Росія.

## Населення
Населення — 29 осіб (2010; 80 у 2002).
Національний склад (станом на 2002 рік):
- росіяни — 95 %